# Older
Older é o terceiro álbum de estúdio do cantor pop britânico George Michael, lançado em 1996.

## Lista de faixas
| N.º | Título                                        | Duração |  |
| 1.  | "Jesus to a Child" (Michael)                  | 6:50    |  |
| 2.  | "Fastlove" (Jon Douglas, Michael)             | 5:24    |  |
| 3.  | "Older" (Michael)                             | 5:33    |  |
| 4.  | "Spinning the Wheel" (Jon Douglas, Michael)   | 6:21    |  |
| 5.  | "It Doesn't Really Matter" (Michael)          | 4:50    |  |
| 6.  | "The Strangest Thing" (Michael)               | 6:01    |  |
| 7.  | "To Be Forgiven" (Michael)                    | 5:21    |  |
| 8.  | "Move On" (Michael)                           | 4:45    |  |
| 9.  | "Star People" (Michael)                       | 5:16    |  |
| 10. | "You Have Been Loved" (David Austin, Michael) | 5:31    |  |
| 11. | "Free" (Michael)                              | 3:00    |  |

## Desempenho nas paradas

### Álbum
| Paradas (1996)                 | Posição |
| ------------------------------ | ------- |
| Estados Unidos - Billboard 200 | 6       |

### Singles
| Ano  | Single             | Parada                             | Posição |
| ---- | ------------------ | ---------------------------------- | ------- |
| 1996 | "Fastlove"         | Adult Contemporary                 | 8       |
| 1996 | "Fastlove"         | Adult Top 40                       | 14      |
| 1996 | "Fastlove"         | Hot Dance Music/Maxi-Singles Sales | 43      |
| 1996 | "Fastlove"         | Hot R&B/Hip-Hop Singles & Tracks   | 44      |
| 1996 | "Fastlove"         | Rhythmic Top 40                    | 10      |
| 1996 | "Fastlove"         | Billboard Hot 100                  | 8       |
| 1996 | "Fastlove"         | Top 40 Mainstream                  | 14      |
| 1996 | "Jesus to a Child" | Adult Contemporary                 | 5       |
| 1996 | "Jesus to a Child" | Adult Top 40                       | 20      |
| 1996 | "Jesus to a Child" | Hot R&B/Hip-Hop Singles & Tracks   | 22      |
| 1996 | "Jesus to a Child" | Billboard Hot 100                  | 7       |
| 1996 | "Jesus to a Child" | Top 40 Mainstream                  | 20      |
| 1997 | "Star People"      | Dance Music/ Club Play Singles     | 1       |
| 1997 | "Star People"      | Hot Dance Music/Maxi-Singles Sales | 8       |